# 우주 흑기사
"우주 흑기사"(Space Black Knight)는 한국에서 제작된 박종희 감독의 1979년 애니메이션 영화이다. 윤수일 등이 제작에 참여하였다.

## 스태프
- 제작: 문무, 윤수일 (언급되지 않음)
- 기획: 이유섭
- 총지휘: 김은규 (언급되지 않음)
- 원작: 허영만
- 각색: 이희우
- 구성: 강문, 이건설, 배정길 (언급되지 않음)
- 원화: 방성수, 정재홍, 김동택 (언급되지 않음), 김두천 (언급되지 않음)
- 동화: 최화종, 김세일, 강명진, 정찬우, 이원곡, 송진영, 방성수 (언급되지 않음)
- 선화: 김정옥, 최미향, 김영애, 김지순 (언급되지 않음)
- 채화: 김우정, 이연석, 홍경난, 노점숙, 오영아, 배보화, 김옥자 (언급되지 않음)
- 효과: 배상준 (「배상중」명의)
- 배경: 국헌주
- 촬영: 김종석, 허태희
- 편집: 김진태
- 녹음: 유창국
- 주제가 작곡: 마상원
- 주제가 작사: 김관현
- 노래: 세송이
- 현상: 한국천연색현상소
- 감독: 박종희

## 같이 보기
- 기동전사 건담
- 무적초인 점보트3
- 바다의 트리톤